# Победим (Алейский район)
Победим — упразднённый посёлок в Алейском районе Алтайского края России. На момент упразднения входил в состав Кировского сельсовета. Исключён из учётных данных в 1986 году.

## География
Посёлок находился в центральной части края, севернее реки Чистюньки (приток реки Алея), на расстоянии приблизительно 3 километров (по прямой) к юго-западу от поселка Дубровский.

### Климат
Резко континентальный. Средняя температура января −17,6 °С, июля — +20 °С. Годовое количество осадков — 440 мм.

## История
Основан в 1922 г. В 1928 году коммуна Любовь и правда состояла из 12 хозяйств. В административном отношении входила в состав Дубровского сельсовета Алейского района Барнаульского округа Сибирского края.

## Население
В 1926 году в коммуне проживало 42 человека (19 мужчин и 23 женщины), основное население — русские.